# Wealthy double red

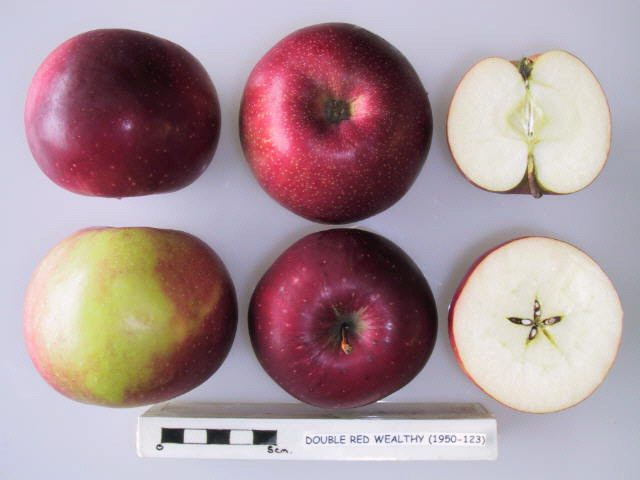
Odrůda Wealthy Double Red

Wealthy Double Red (syn. Case Wealthy) je podzimní odrůda jabloní, velmi vhodná pro vyšší polohy, protože je relativně mrazuvzdorná ve dřevě i v květu a ani nemá zvláštní půdní nároky. Je cizosprašná. Odrůda je značně odolná chorobám a škůdcům.

## Historie
Wealthy double red je barevnou pupenovou mutací (sport) odrůdy 'Wealthy', semenáče odrůdy 'Cherry Crabapple'. Barevnou odchylku zaznamenali a podchytili jako novou odrůdu v USA, v městě Sodus (ve státě New York). Byla zaznamenána v roce 1933 J. G. Casem, V ČR byla odrůda povolena v roce 1970.
Původní odrůda Wealthy, byla vyšlechtěna jako semenáč odrůdy 'Cherry Crabapple', byla pěstována a množena od roku 1860. Podle některých zdrojů šlo o semenáče odrůdy 'Cherry Crab'.

## Vlastnosti

### Stanoviště
Je možné pěstovat i ve vyšších polohách 600 m n. m., v místech chráněných před studeným větrem. Půda stačí i mělčí průměrná, snese i chudší a kyselejší, stanoviště může být i vlhčí, nikoliv podmáčené. Nevhodné jsou teplé nížiny 200 m n. m. kde jablka již v srpnu padají, mají tuhou slupku a brzy vadnou. 

### Růst
Zpočátku roste průměrně, ale s nástupem plodnosti slaběji až růst ustává. Odrůda tvoří zpočátku menší úzce pyramidální, později plošší koruny, postranní větve časem mírně převisají. Na málo vzrůstných podnožích slabě roste a tenké větve neudrží plody bez umělé opory. Doporučeny jsou tvary  polokmen, čtvrtkmen. Podle jiných zdrojů je nejvhodnější pásová výsadba čtvrtkmenů. Na velmi dobrých půdách lze odrůdu pěstovat v nižších tvarech, jako  zákrsky, ale dřeviny brzy stárnou, zastavují růst a zkracuje se skladovatelnost plodů. Hodí se na bujně i na středně rostoucí podnože. Odrůda plodí na  krátkém plodném obrostu.
V plodnosti téměř neochabuje, tvoří mohutný strom. Stárne pomalu a na vhodném stanovišti dosahuje vysokého věku. Dřevo stromu je pevné a pružné, je schopné udržet i bohatší úrodu, vzdoruje větrům a bouřím.

#### Řez
V koruně se při průklestu vyřezávají ostře nasazené větve a později je doporučeno zmlazování hlubším řezem. Při tvarování mladého stromu lze zvětšovat ostrý úhel větví rozpěrkami. Korunka se zpočátku zapěstuje hlubším zkracováním, aby větve lépe obrůstaly plodonosným obrostem. Odrůda vyžaduje pravidelný řez.

### Opylování
Je cizosprašná, vhodní opylovači: Golden Delicious, James Grieve. Jonathan, Mclntosh, Ontario, neopyluje se odrůdou Matčino. Je dobrým opylovačem.

### Plodnost
Plodnost je střední až velká, ve stáří má sklon ke střídavé plodnosti. Nasazuje většinou po jednom až dvou plodech. Plodit začíná velmi brzy. Jen za přísušků vlivem nadúrody má drobné plody.

### Květ
Doporučují se společné výsadby s odrůdami Oldenburgovo, Průsvitné letní, Parména zlatá, Coxova reneta. Kvete v 2. období jabloňového květu. Strom kvete středně pozdě. Odolnost květů na nepříznivé vlivy je střední.

### Plod
Plod je středně veliký (průměrně 135 g), až menší, kulovitý až ploše kulovitý, pravidelný, oblý, bez žeber, tvarově velmi vyrovnaný. Slupka je hladká, lesklá, v době zralosti polomastná, tenká, pevná.  Výrazným znakem odrůdy je namodrale fialové ojínění slupy. Základní barva je zelenožlutá, později zlatově žlutá. Téměř celý plod je pokryt karmínově červeným rozmytým zbarvením s nápadnými, světlými, hvězdicovitými lenticelami. U původní odrůdy Wealthy je karmínové zbarvení jako žíhání. Dužnina je nažloutlá, jemná a šťavnatá. Chuť je sladce navinulá, s malinovým aromatem, velmi dobrá.

### Zralost
Sklízí se v druhé dekádě září. Sklizňovou zralost je nutné pečlivě určit, protože plody snadno před sklizní za větru opadávají (během 2–3 dnů). Ovoce je  možné i nutné česat pro dopravu nedozrálé, chuť později dozrálého ovoce tím není dotčena. Konzumně dozrávají začátkem října a vydrží do Vánoc, později ztrácejí chuť.

## Choroby a škůdci
Je značně mrazuodolná. Proti rakovině způsobované houbou Nectria galligena jsou stromy velmi odolné. Je odolná padlí, méně odolává strupovitosti. Bývá napadána obalečem jablečným. Chutná mšicím. Plody se snadno otlačují, hůře snáší dopravu.

## Použití
Tato odrůda je vhodná do zahrádek ve vyšších polohách, kde nahrazuje odrůdu James Grieve, která zde často namrzá.
Plody zrají koncem září a jsou vhodné pro rychlou konzumaci. Plody jsou velmi šťavnaté a hodí se k výrobě moštů.